# Alfa Romeo
Алфа Ромео је италијански произвођач аутомобила који се прославио кроз историју аутоспорта. Компанија је основана 24. јуна 1910. године у Милану. У ауто-спорту је присутна још од 1911. године. Од 1932—1986. године је била у власништву државе, а 1986. постаје чланица Фијат групације. Фебруара 2007. године дошло је до реорганизације унутар Фијатове групације, и тако настаје Алфа Ромео аутомобили А. Д.
Првобитна фирма која је каснијим преузимањем трансформисана, се звала САИД (Società Anonima Italiana Darracq). Основана је 1906.те године од стране француског држављанина под именом `Alexandre Darracq` и групе италијанских инвеститора. С обзиром на слабе резултате продаје, крајем 1909. се оснива нова фирма под називом А. Л. Ф. А ((Anonima Lombarda Fabbrica Automobili). Први модел, 24хп је угледао светлост дана 1910.те године, дизајниран од стране Ђузепе Меросија одмах почиње своју „тркачку каријеру“ на трци Тарга Флорио. 1915.те године, фирму преузима Никола Ромео који преусмерава производни програм фабрике за потребе војске. 1920-те, име компаније се мења у Алфа Ромео, те под новим именом избацује и нови модел аутомобила; Торпедо 20-30ХП.

## Историја

### Оснивање и ране године
Компанија која је трансформисана у Алфа Ромео је основана под именом „Соћиета Анонима Италиана Дарак“ (италијански: Società Anonima Italiana Darracq (SAID) 1906.те године од стране француске аутомобилске куће која је била у власништву Александр Дарака (Alexandre Darracq) те и уз подршку италијанских инвеститора. Један од њих, Кавалиере Уго Стела, аристократа из Милана, је проглашен за председника САИД-а 1909. Почетна локација фирме је била у Напуљу, али чак и пре него што је планираног конструисања фабрике почело, Дарак одлучује крајем 1906. да је Милано ипак боља позиција за фабрику те је према томе заузета локација у предграђу Милана, Портело (италијански:Portello) где се подиже нова фабрика на 6.700 m². Крајем 1909. године, закључујући да се италијански „Дарак“ слабо продаје, Стела заједно са италијанским инвеститорима оснива нову компанију под називом А. Л. Ф. А. (италијански:Anonima Lombarda Fabbrica Automobili), која је у самом почетку и даље била у партнерству Дараком. Први не-Дарак аутомобил произведен у погонима фабрике је лансиран 1910 и звао се 24 ХП. Аутомобил је дизајнирао Ђузепе Мероси, који је унајмљен 1909. ради дизајнирања нових аутомобила који би били одговарајући за италијанско тржиште. Мероси наставља и даље да ради за компанију, дизајнирајући нове серије А. Л. Ф. А. аутомобила, са још снажнијим моторима (40-60 ХП). А. Л. Ф. А. убрзо почиње да учествује у аутомобилским тркама. 1911.те године, возачи Франкини и Ронцони се такмиче у ауто трци Тарга Флорио, возећи два модела 24 ХП. 1914. А. Л. Ф. А. дизајнира и производи унапређени аутомобил за трку Велика Награда, под радним називом ГП1914 који је садржао четвороцилиндрични мотор, две брегасте осовине, четири вентила по цилиндру и двоструко паљење. Нажалост, почетак Првог светског рата обуставља производњу аутомобила у компанији А. Л. Ф. А. наредне три године.
Августа 1915.те године, компанија долази под руководство наполитанског предузетника који се звао Никола Ромео (Nicola Romeo). Никола Ромео, реорганизује фабрику и почиње производњу војних компоненти, како за италијанске потребе тако и за потребе Алијансе. Муниција, авиомотори и остали делови, компресори и генератори базирани на компанијиним постојећим моторима су произвођени у обимно проширеној фабрици за време рата. По завршетку рата, Никола Ромео инвестира сав свој ратни профит у производњу вагона за потребе железнице и то у следећим градовима; Сароно, Риму и Напуљу. Производња аутомобила још увек није разматрана, али је ипак поново покренута 1919. с обзиром да су делови за 105 аутомобила још увек били доступни и чекали свој нови „живот“ још од 1915.те године. 1920.те године, са лансирањем новог модела под називом Торпедо 20-30 ХП, име компаније је промењено у Алфа Ромео те наведени модел постаје први аутомобил под именом које је остало и дан данас. Први успех Алфа Ромео аутомобила на ауто-тркама се бележи већ исте године; Ђузепе Кампари побеђује на стази Муђело, а Енцо Ферари осваја друго место на трци Тарга Флорио. Ђузепе Мероси и даље ради за Алфа Ромео као главни дизајнер, компанија производи озбиљне путничке аутомобиле као и веома успешне тркачке аутомобиле (укључујући 40-60 ХП, те РЛ Тарга Флорио).
1923.ће године Виторио Јано је привучен из Фијата на место главног дизајнера (уместо Ђузепе Меросија), делимично захваљујући убеђивању од стране младог Алфиног возача под именом Енцо Ферари. Први Алфа Ромео под руководством Јана је био П2 Гран При, аутомобил који је Алфа Ромеу освојио прву титулу светског шампиона за Гран При аутомобиле, 1925.те године. За путнички сегмент, Јано је развио серију аутомобила од мање до средње запремине који су бројали 4,6 и 8 редних цилиндара, базираних на П2 блоку који је постао основа класичне архитектуре Алфиних мотора; полусферичне горивне коморе, централно лоциране свећице, два реда вентила и двоструке брегасте осовине. Јанов дизајн мотора се показао како издржљивим тако и снажним.
Енцо Ферари се доказао као бољи менаџер тима неголи возач, те када се фабрички тим приватизовао, настала је Скудериа Ферари. По одласку из Алфа Ромеа, Ферари покреће сопствену производњу. Тацио Нуволари је често возио за Алфу, доносећи многе победе на тркама пре Другог светског рата.
| „                                             | Када видим Алфа Ромео како пролази, додирнем мој шешир. | ” |
| — Хенри Форд из разговора са Уго Гобатом 1939 |                                                         |   |

### Актуелни модели
| Мито | Ђулијета | 4Ц | Ђулија | Стелвио |
| ---- | -------- | -- | ------ | ------- |
|      |          |    |        |         |

### Грб
Знак крста и змије који поносно краси аутомобиле овог произвођача, заправо представља грб града Милана, у коме је компанија основана. Амблем је подељен вертикално на две половине, са крстом на левој и змијом на десној страни. Ово су били симболи на заставама две владајуће миланске породице у 11. веку које су њихове војске носиле у Крсташким ратовима. Црвени крст Светог Ђорђа на белој подлози симболизује херојско држање Ђованија да Роа, који је током битака за ослобођење Свете Земље и њен повратак хришћанству, први поставио крст на зидине Јерусалима. Други део амблема представља грб племића Отонија Висконтија. Победивши сараценског противника у двобоју током првог крсташког рата, Висконти преузима знак змије која прождире човека са штита свог противника, и ставља га у свој породични грб.
Током петнаестог века, ове две миланске породице удружују снаге (а самим тим и заставе) и стварају моћно Висконти војводство. Да би симболизовали краљевски пристанак и сагласност овом удруживању, аустријски владари (који у то време господаре Италијом), дају одобрење да се постави круна на главу змије. Чак и након престанка моћи породице Висконти, крунисана змија која прождире Сарацена и крст остају као грб града Милана, симболишући његову снагу и успех.
Дизајнери из Алфе, крст и змију окружују плавим пољем у коме на врху пише “А. Л. Ф. А.“, а на дну “Милано“. Две увијене златне траке Савојске династије, симболизују две миланске краљевске породице и раздвајају са стране натписе на врху и дну амблема.
1915.те година, Никола Ромео откупљује и реорганизује фабрику, те већ наредне године додаје своје име на амблем фирме истовремено мењајући назив компаније; “А. Л. Ф. А.“ престаје да буде скраћеница и настаје Алфа Ромео. Након освајања првог Аутомобилског Светског Шампионата 1925.те године, уводи се велики ловоров венац око амблема. Француски огранак компаније, почетком тридесетих година прошлог века (1932. године) успева да издејствује захваљујући великом броју продатих возила, да на амблемима свих аутомобила намењених француском тржишту, буде додата реч “Париз“ која ће заменити “Милано“ (данас се вредност ових амблема сматра готово непроцењивом и они представљају праву реткост).
Након Другог светског рата, амблем у боји накратко бива замењен једноставним месинганим изливком са словима и фигурама у углачаном металу на крваво црвеној емајлираној позадини. Амблем се даље поједностављује за време промене облика владавине и претварања Италије у републику, када две увијене златне траке Савојске династије бивају замењене двема таласастим линијама, а такође и обим ловоровог венца бива смањен. Истовремено, пречник амблема се смањује на 54 мм.
Веома брзо амблем у боји поново ступа на сцену; прво у металу, а затим и у пластици. Последње промене одиграле су се 1972.ге године након отварања друге фабрике у Напуљу. Не желећи да фаворизују било кога, у компанији одлучују да избаце реч “МИЛАНО“ заједно са таласастим линијама и цртицом између речи АЛФА РОМЕО. Ловоров венац је сведен на филигрански танку златну ивицу која окружује амблем.
Оригинални амблем из 1910. године имао је пречник од 65мм. Временом, његова величина се мењала и сада износи 75 мм.